# Myrhuggspindel
Myrhuggspindel (Haplodrassus moderatus) är en spindelart som först beskrevs av Kulczynski 1897.  Myrhuggspindel ingår i släktet Haplodrassus och familjen plattbuksspindlar. Arten är reproducerande i Sverige. Inga underarter finns listade i Catalogue of Life.